# Макконки, Шейн
Шейн Макконки (англ. Shane McConkey; 30 декабря 1969, Ванкувер, Британская Колумбия, Канада — 26 марта 2009, Доломитовые Альпы, Италия) — профессиональный горнолыжник, бейсер и скайдайвер. Жил в Скво-Вэлли, в Калифорнии. Начинал с гоночных дисциплин, но потом перешёл к съёмкам в большой серии фильмов об экстремальном горнолыжном спорте. Макконки часто сочетал спуск на горных лыжах с бейсджампингом; в частности, в 2004 году он совершил бейс-прыжок с Эйгера. Макконки учился в Академии Бёрк-Маунтин в Вермонте. Известен также его вклад в развитие конструкции лыж: он придумал революционные лыжи для катания по целине — с обратным боковым вырезом и с обратным загибом передней части лыжи (так называемый рокер). Первой такой моделью стали Volant Spatula, позднее были разработаны K2 Pontoon. Также он первым использовал горнолыжные крепления на водных лыжах для использования на Аляске.

## Семья
Отец Шейна, Джим Макконки (англ. Jim McConkey), считается отцом экстремального горнолыжного спорта. В его честь названы скоростной кресельный подъёмник и зона для катания на горнолыжном курорте Парк-Сити в Юте. Мать, Гленн Макконки (англ. Glenn McConkey), была 8-кратным призёром первенства страны по горным лыжам.
В 2004 году Шейн женился на Шехрезейд Смолдерс (англ. Shahrazade Smulders). Свадьба состоялась 29 мая 2004 года на пляже в Таиланде. В 2005 году у них родилась дочь Айла (англ. Ayla).

## Смерть
Шейн Макконки погиб 26 марта 2009 года, катаясь в Доломитовых Альпах в Италии. Выполнив двойной бэкфлип, Макконки должен был воспользоваться вингсьютом — «он уже выполнял этот трюк неоднократно», по утверждению компании Matchstick Productions, в фильмах которой Макконки часто снимался. Но у Шейна возникла проблема с выстёгиванием из лыж. Когда ему всё же удалось от них освободиться, он уже 12 секунд находился в свободном падении и земля была слишком близко. Отказа парашюта не было — он не успел им воспользоваться.

## Фонд Шейна Макконки
Фонд Шейна Макконки (англ. The Shane McConkey Foundation) основан для поощрения мирового сообщества лыжников, искателей приключений и простых людей, разделяющих страсть к жизни. Фонд чествует тех, кто побуждает других людей к положительным изменениям в своей жизни и в мире.